# یواس‌اس دی (دی‌ئی-۲۲۵)
یواس‌اس دی (دی‌ئی-۲۲۵) (به انگلیسی: USS Day (DE-225)) یک کشتی بود که طول آن ۳۰۶ فوت (۹۳ متر) بود. این کشتی در سال ۱۹۴۳ ساخته شد.
این کشتی در رده کشتی های میان رده{از لحاظ قیمت.سایز.امکانات}
قرار میگیرد.